# 寺庄站
寺庄站是一个北同蒲线上的铁路车站，位于山西省忻州市下佐乡，建于1962年，目前为五等站，邮政编码为034019。拆除前办理的业务：办理旅客乘降；不办理行李、包裹托运；不办理货运营业。

## 车站历史
建于1962年。
已在北同蒲线改造时拆除。